# Убогий, Юрий Васильевич
Ю́рий Васи́льевич Убо́гий (род. 19 сентября 1940, Красная Поляна, Курская область) — советский и российский писатель-прозаик, член Союза писателей СССР (России) с 1979 года. Из семьи служащих. Лауреат премий «Отчий дом», имени Леонида Леонова, «Большая литературная премия России».

## Биография
Окончил Воронежский медицинский институт (1964). В 1964—1966 служил в Армии, военный врач.
С 1966 по 1985 г. работал психиатром и психотерапевтом в Калужской областной психиатрической больнице.
Выпускник Высших литературных курсов. Член Союза писателей СССР (1979).
Живёт в Калуге.

### Семья
- Жена — Ирина Степановна, медицинский работник.
- Сын — Андрей Убогий, хирург и писатель[4].
- Двое внуков.

## Творчество
Публикуется с 1971 года. Автор 12 книг. Некоторые произведения переведены на венгерский и немецкий языки.

### Книги
- На этой земле: Повесть. — М.: Роман-газета № 10, 1974. C. 78-94.[5]
- Долгая дорога: Повести. Рассказы. — Тула: Приок. кн. изд-во, 1976.
- Дело жизни: Повести и рассказы. — М.: Современник, 1979.
- Плыло белое облачко: Повести и рассказы. — М.: Мол. гвардия, 1981.
- Плыло облако: Повесть (Пер. на венгер. яз.). — Будапешт, 1981.
- Сердце Родины. Наше Нечерноземье: Коллективный сб. — М., Мол. гвардия, 1981.
- След: Повести и рассказы. — Тула: Приок. кн. изд-во, 1981.
- Дела семейные: Коллективный сб. — М.: Мол. гвардия, 1984.
- Трезвость — норма жизни: Сб. — М.: Мол. гвардия, 1984.
- На этой земле: Повести, рассказы. — М.: Современник, 1985.
- Связь: Повести и рассказы. — Тула: Приок. кн. изд-во, 1986.
- Антибахус, Или о злейшем пороке: Рассказы, очерки, статьи. — Минск: Издательство «Университетское», 1986.
- Что было, что будет: Повести. — М.: Мол. гвардия, 1989.
- Жизнь с продолжением: Повести. — Тула: Приок. кн. изд-во, 1991.
- Звезды в колодце: Роман. — Калуга: Золотая аллея, 1992.
- Мальчик издалека: Повести. — Калуга: Золотая аллея, 1993.
- Братья и сестры: Рассказы — Калуга: Золотая аллея, 1998.
- Вторая жизнь : Повести и рассказы. — Калуга : Золотая аллея, 2004 (Калуга : ГУП Облиздат). — 351 с. : портр.; 21 см; ISBN 5-7111-0367-9
- …но есть покой и воля / Юрий Убогий. — Калуга : Золотая аллея, 2007. — 143 с. : ил., портр.; 21 см. ISBN 5-7111-0377-6[6]
- Взойду невидимо и сяду между Вами… — Калуга: Золотая аллея, 2011. — 445, [2] с.; 22 см. ISBN 978-5-7111-0469-8[7]

### Журнальные и газетные публикации
- Дублёнка: Повесть / Юрий Убогий. // Волга, 1981, No 4, с. 55—81.
- Разлив : Рассказ / Юрий Убогий; Рис. С. Борисова. — Литературная Россия, 1981, 22 мая с. 6,7
- Слепой дождь // Подъём, 1983 № 3.
- Что было, что будет: повесть /Юрий Убогий // Подъём, 1984, № 10 (начало); № 11, с. 20—73 (окончание).
- Богимовское лето: повесть / Юрий Убогий // Наш современник. — 2007. — № 8.[8]
- Молитва : повесть / Юрий Убогий // Наш современник. — 2010. — № 10. — С. 6-41. . — Биографическая справка в сносках . — ISSN 0027-8238
- Русь поднебесная : повесть / Юрий Убогий // Наш современник. — 2009. — № 4. — С. 7-74. — Биографическая справка в сноске. — ISSN 0027-8238

## Награды
- Орден Гиппократа регионального благотворительного общественного фонда «Московский фонд мира» (2014)[4].